# Алжир на зимових Олімпійських іграх 1992
Алжир на зимових Олімпійських іграх 1992 представлений 4 спортсменами.

## Гірськолижний спорт
|              |        | Гонка 1 | Гонка 2 |         |    |
| Час          | Час    | Час     | Номер   |         |    |
| ------------ | ------ | ------- | ------- | ------- | -- |
| Мурад Гуері  |        |         |         | 1:32.76 | 83 |
| Камаль Гуері |        |         | 1:38.94 | 90      |    |
| Камаль Гуері |        |         |         | 3:03.77 | 80 |
| Мурад Гуері  |        |         | 3:20.33 | 85      |    |
| Мурад Гуері  | Слалом | н/ф     | –       | н/ф     | –  |
| Аллула Латеф | Слалом | н/ф     | –       | н/ф     | –  |

|                |                    | Гонка 1 | Гонка 2 |         |    |
| Час            | Час                | Час     | Номер   |         |    |
| -------------- | ------------------ | ------- | ------- | ------- | -- |
| Насера Букамум |                    |         |         | 1:56.07 | 48 |
| Насера Букамум | гігантський слалом | 1:32.66 | 1:31.80 | 3:04.46 | 42 |